# Marc Levy
Marc Levy, soms ook geschreven als Marc Lévy (Boulogne-Billancourt, 16 oktober 1961) is een Frans schrijver.  
Levy werd onmiddellijk bekend na zijn eerste roman, Et si c’était vrai …. Dit boek werd verfilmd in 2005 en had overal ter wereld succes.

## Biografie
Op 18-jarige leeftijd ging Marc Levy werken bij het Rode Kruis. Hij begon als eerste-hulpverlener en bleef er gedurende zes jaar.
Terwijl hij werkte bij het Rode Kruis, studeerde hij informatica aan de Université Paris-Dauphine.
In 1983 startte hij zijn eerste bedrijf op: Logitec France. Een jaar later verhuisde hij naar de Verenigde Staten, waar hij in San Francisco en in Colorado twee bedrijven, gespecialiseerd in computergraphics, opstartte: Rainbow Images. In 1989 verloor hij de controle over zijn vennootschap en nam ontslag. Hij keerde terug naar Parijs en startte het architectenbureau Eurythmic Cloiselec op, samen met twee vrienden.
Marc Levy woont momenteel in New York samen met zijn vrouw en zonen.
In 2000 publiceerde hij zijn eerste boek Et si c’était vrai. Dit boek werd vertaald in eenenveertig talen en verfilmd door DreamWorks als Just Like Heaven. Gedurende 250 weken stond het boek op de eerste plaats van de best verkochte boeken. Onder de hedendaagse Franse romanschrijvers is Levy diegene die het meeste boeken verkocht heeft in Frankrijk en wereldwijd. Zijn laatste 11 romans kenden een totale oplage van meer dan 20 miljoen exemplaren (in alle talen).

## Werken
- 2000: Et si c’était vrai…
- 2001: Où es-tu?
- 2003: Sept jours pour une éternité…
- 2004: La prochaine fois
- 2005: Vous revoir
- 2006: Mes amis mes amours
- 2007: Les enfants de la liberté
- 2008: Toutes ces choses qu’on ne s’est pas dites
- 2009: Le premier jour
- 2009: La première nuit
- 2010: Le voleur d’ombres
- 2011: L'étrange voyage de Monsieur Daldry
- 2012: Si c'était à refaire
- 2013: Un sentiment plus fort que la peur
- 2014: Une autre idée du bonheur
- 2015: Elle et Lui
- 2016: L'Horizon à l'envers

Al deze boeken zijn gepubliceerd door de Uitgeverij Robert Laffont, Parijs.

### Liedteksten
- 2004: Pour Toi, geschreven voor Jenifer, komt voor op zijn album Le Passage
- 2005:  Je t’écris, geschreven voor Grégory Lemarchal, komt voor op zijn album Je deviens moi
- 2007: T’aimer si mal, geschreven voor Johnny Hallyday, komt voor op zijn album Le coeur d’un homme

### Kortfilm
November 2003: La lettre de Nabila, gerealiseerd voor Amnesty International, gebaseerd op een roman die Marc Levy samen met Sophie Fontanel geschreven heeft.

### Verfilmde romans
- 2005: Et si c’était vrai… (Just like heaven), geregisseerd door Steven Spielberg (Dreamworks), gerealiseerd door Mark Waters met in de hoofdrollen Reese Witherspoon en Mark Ruffalo.
- 2008: Où es-tu? Een televisiefilm gerealiseerd door Miguel Courtois met als acteurs Cristiana Reali, Elsa Lunghini en Philippe Bas.
- 2008: Mes amis, Mes amours gerealiseerd door Lorraine Levy (de zus van Marc Levy) met als acteurs Vincent Lindon, Pascal Elbé, Virginie Ledoyen, Florence Floresti en Bernadette Lafont

### Romans in stripverhaal
- 2010: Sept jours pour une éternité, scenario: Eric Corbeyran, tekeningen Espé, kleur Domnok, uitgeverij Casterman

## Commentaar
Over de romans van Marc Levy werd uitbundig geschreven in de pers. De schrijver heeft vaak commentaar gegeven op de Parijse critici “die de bekende auteurs niet graag zien”. Bij uitgave van Voleur d’ombres , heeft hij kritiek geuit over de “pseudo-literairen” die zijn boeken onder de categorie “strandromans” of “pulp fiction” plaatsten.
Blaise de Chabalier van Figaro Littéraire legt uit bij Voleur d’ombres: “De juistheid van de psychologie van de personages en de gave die de schrijver heeft om een mooi liefdesverhaal te schrijven zullen de lezers niet teleurstellen.” Pierre Vavasseur van Parisien schreef: “Met Le Voleur d’ombres herleeft de magie.”
François Busnel beschrijft de boeken als “volledig doorzichtig en met 150 woorden geschreven. Het is zoals de televisiereeks Les Feux de l’amour, het einde weet je al op voorhand, de gevoelens verschillen en de moraal blijft behouden: liefde is sterker dan de dood en we zullen elkaar altijd terugvinden… er is geen verrassing.”
L’Express beschrijft de ingrediënten van het succes van Marc Levy als volgt: “de kinderjaren, de liefde en de vriendschap, gedrenkt in een melodramatisch sausje”.
Libération omschrijft Levy’s werk als “minimalistisch, om niet te zeggen minimaal”, ondersteund door de woorden “goede gevoelens en happy ends”.
Gunstiger commentaar voor de schrijver komt van Le Figaro die schrijft dat de boeken van Marc Levy in de juiste visuele stijl zijn geschreven en daardoor ook gemakkelijk te verfilmen zijn. Het komt erop neer dat Levy’s relaties met producers gemakkelijker zijn dan gewoonlijk voor een schrijver, omdat zijn romans gemakkelijk verfilmd kunnen worden.
De site fluctuat.net verwijt aan Mes amis, mes amours de “totale afwezigheid van verrassing en densiteit”: het werk van de schrijver kan gezien worden als de duidelijke lijn van de moderne kunst. Het is een werk dat weigert om u slimmer te maken, maar dat op elk moment op uw niveau staat. Het geheel is zoals een sublieme industriële fabriek van clichés.”
Olivier Bruzek geeft toe in L’Express dat hij niets begrepen heeft van Sept jours pour une éternité en neemt volgende clichés en woordformules over (b.v.: een idee dat de ziel “oversteekt”, een “sublieme” hemel, “de grootste aller toevallen”; de woorden hebben geen volgorde maar wel een “scheduling”).
Grégoire Leménage van Le Nouvel Observateur, beschrijft de roman Le Premier Jour als een stroperige, lukraak geschreven romance waar “verlegenheid” noodzakelijkerwijs “ziekelijk” is, en waar het toeval altijd de goede richting uitgaat (zie boek p.145: De held vertrouwt zijn vriend toe dat hij zijn liefdesaffaire met een studente, vijftien jaar geleden, nooit vergeten is, en p.176: hij komt haar tegen in de lift en kust haar ogenblikkelijk).
De criticus ziet in dit boek “de moraal van een supermarkt die ons leert dat “het kind dat we ooit geweest zijn, altijd in ons blijft”. Ook zegt hij dat “de vriendschap niet tot stand kan komen zonder eerst bewijzen van vertrouwen te krijgen” en “een perfecte wereld een vrije wereld zou zijn”. 
Leménage vindt dat het verhaal “geen steek houdt” en vindt dat je “geen slechter boek kan vinden”.
De stijl die Marc Levy hanteert werd in karikatuur gezet door Pascal Fioretto in de kopie Et si c’était niais? en werd kritisch en ironisch geanalyseerd in Le Jourde & Naulleau van Pierre Jourde en Éric Naulleau.
- Bibsys: 5036171
- Biblioteca Nacional de España: XX1501133
- Bibliothèque nationale de France: cb12486780n (data)
- Catàleg d'autoritats de noms i títols de Catalunya: 981058618091606706
- CiNii: DA16590887
- Gemeinsame Normdatei: 123731372
- International Standard Name Identifier: 0000 0001 2142 1347
- Library of Congress Control Number: n00027464
- Nationale Bibliotheek van Letland: 000180843
- Bibliotheek van het Japanse parlement: 00831111
- Nationale Bibliotheek van Tsjechië: xx0024524
- Nationale bibliotheek van Australië: 40155421
- Nationale Bibliotheek van Israël: 987007264533005171
- Nationale Bibliotheek van Polen: a0000001271806
- Nationale en Universitaire bibliotheek Zagreb: 000247651
- Nederlandse Thesaurus van Auteursnamen: 191338184
- Réseau des bibliothèques de Suisse occidentale: 02-A012319529
- Istituto Centrale per il Catalogo Unico: TO0V368769
- LIBRIS: 396511
- Système universitaire de documentation: 034074791
- Trove: 1444409
- Virtual International Authority File: 85453948
- WorldCat: E39PBJjmRcJRcvP8hmQxgDJRrq

1. ↑  Gemeinsame Normdatei; geraadpleegd op: 11 december 2014.